# 스탠리 J. 왓츠
스탠리 J. 왓츠 (Stanley J. Watts) (1961년 출생)는 미국의 예술가이자 조각가로, 대부분 실물 크기의 청동으로 만들어졌다.

## 전기
와츠는 유타주 솔트레이크시티에서 태어나 슈가하우스 근처에서 자랐다.솔트레이크의 사우스 고등학교에 다닐 때 그는 이미 유명한 화가였으며, 예술에서 스털링 학자로 인정받았다. 와츠는 유타주 로건에 있는 유타 주립 대학교에 다녔지만 조각에 실패했다. 솔트레이크로 돌아온 후 와츠는 유명한 조각가 아바드 페어뱅크스의 지도를 받았다. 왓츠는 요셉과 하이럼 스미스가 말을 타고 있는 것을 묘사한 커다란 청동 작품을 포함하여 LDS 교회와 관련된 많은 작품들을 만들었다. 이 동상은 나우부 일리노이 사원 바로 앞에 있다.

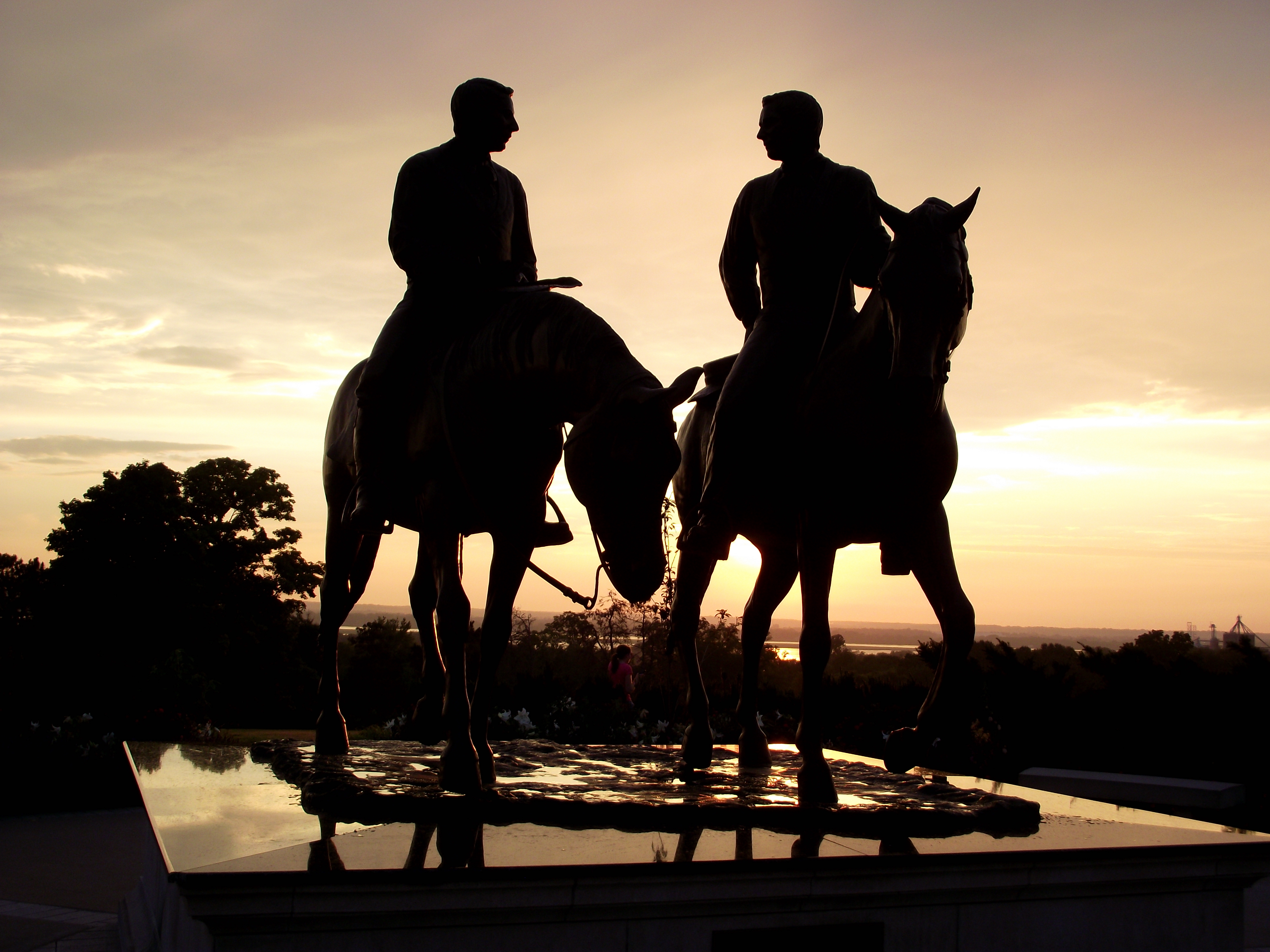

왓츠의 가장 유명한 작품 중 하나는 "To Lift a Nation"이라는 제목으로, 뉴욕시 소방관들이 무너진 세계 무역 센터 부지 위에 깃발을 들고 있는 유명한 사진에서 따왔다.